# Mauritspoort
De Mauritspoort of Grenadierspoort is de oostelijke toegangspoort tot het Binnenhof in Den Haag. De poort is gebouwd in 1634 samen met de nabijgelegen Binnenpoort en had destijds een ophaalbrug over een binnengracht. De katrolgaten zijn nog zichtbaar aan de buitenzijde.
Meester steenbeeldhouwer Jan Arentsz kreeg de opdracht voor het beeldhouwwerk. Hij kreeg de opdracht omdat hij enkele jaren daarvoor een nieuwe wapensteen voor de Gevangenpoort had vervaardigd, die bijzonder in de smaak was gevallen.
De naam Mauritspoort is afkomstig van het naastgelegen Mauritshuis. De poort verving een eerdere poort die bij het torentje aan de hofvijver gelegen was. Deze poort verbond het Binnenhof met de kooltuin die op het tegenwoordige Plein lag en moest wijken voor de bouw van het Mauritshuis.
In 1860 is de hofgracht onder de brug gedempt. Naast de poort zijn in latere jaren twee voetgangersdoorgangen gecreëerd.

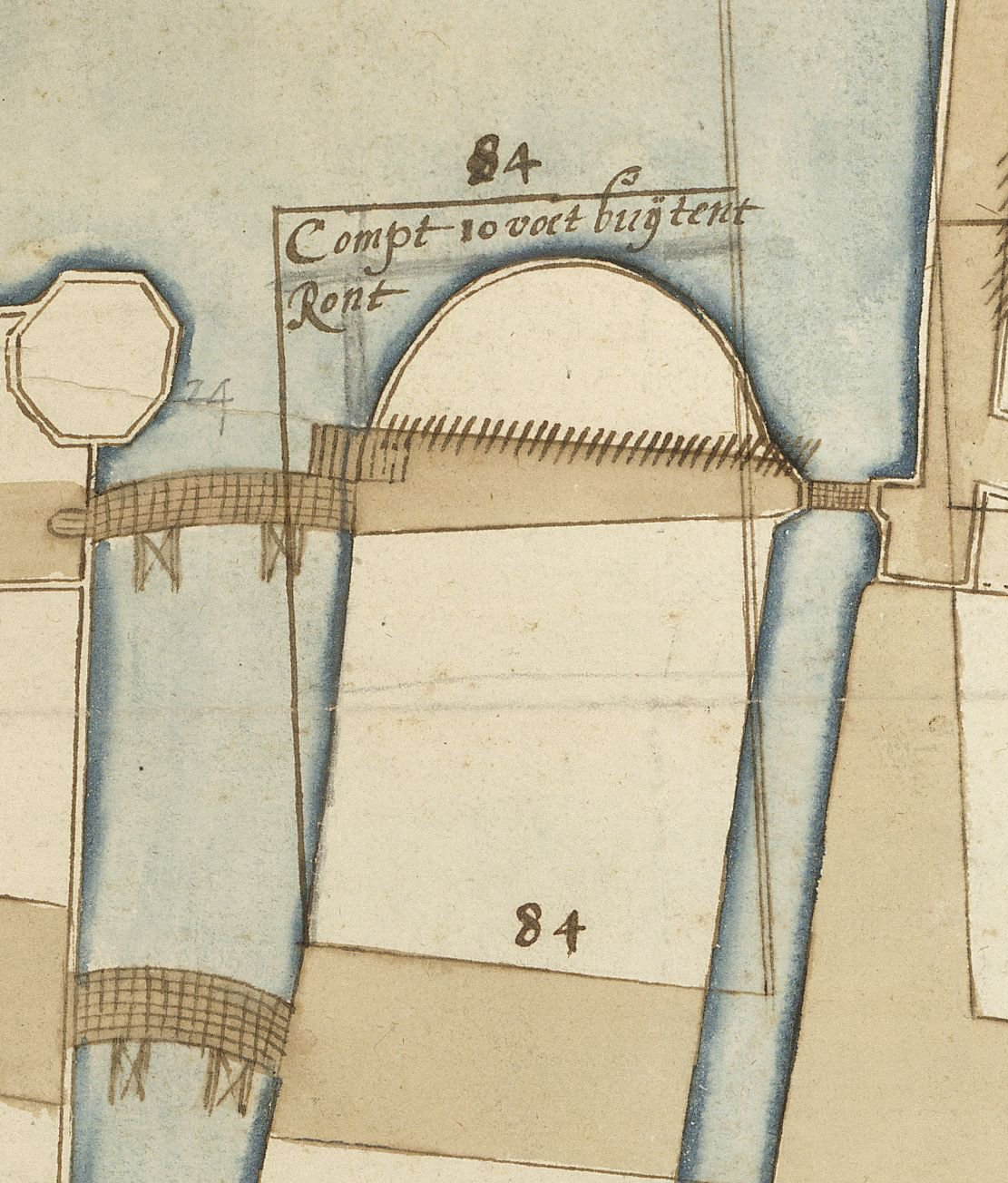
Intekening Mauritshuis met de te verplaatsen oude brug
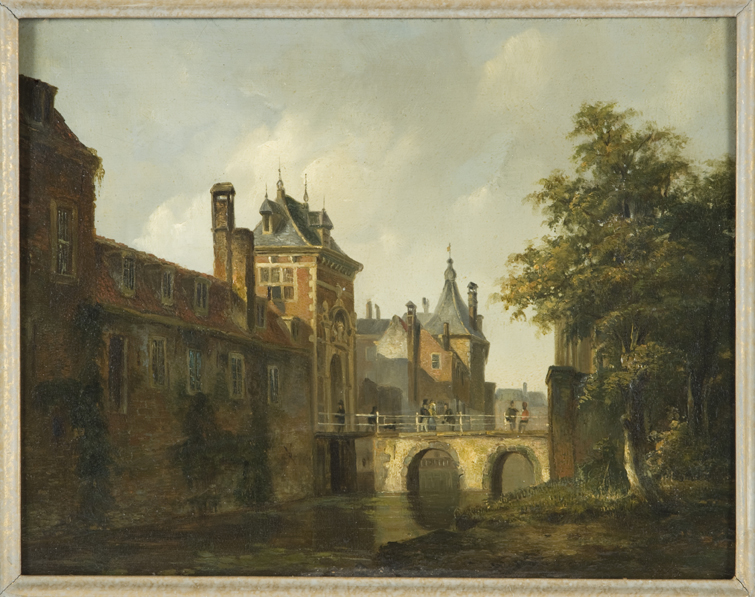
Grenadierspoort geschilderd door Johannes Bosboom in 1835
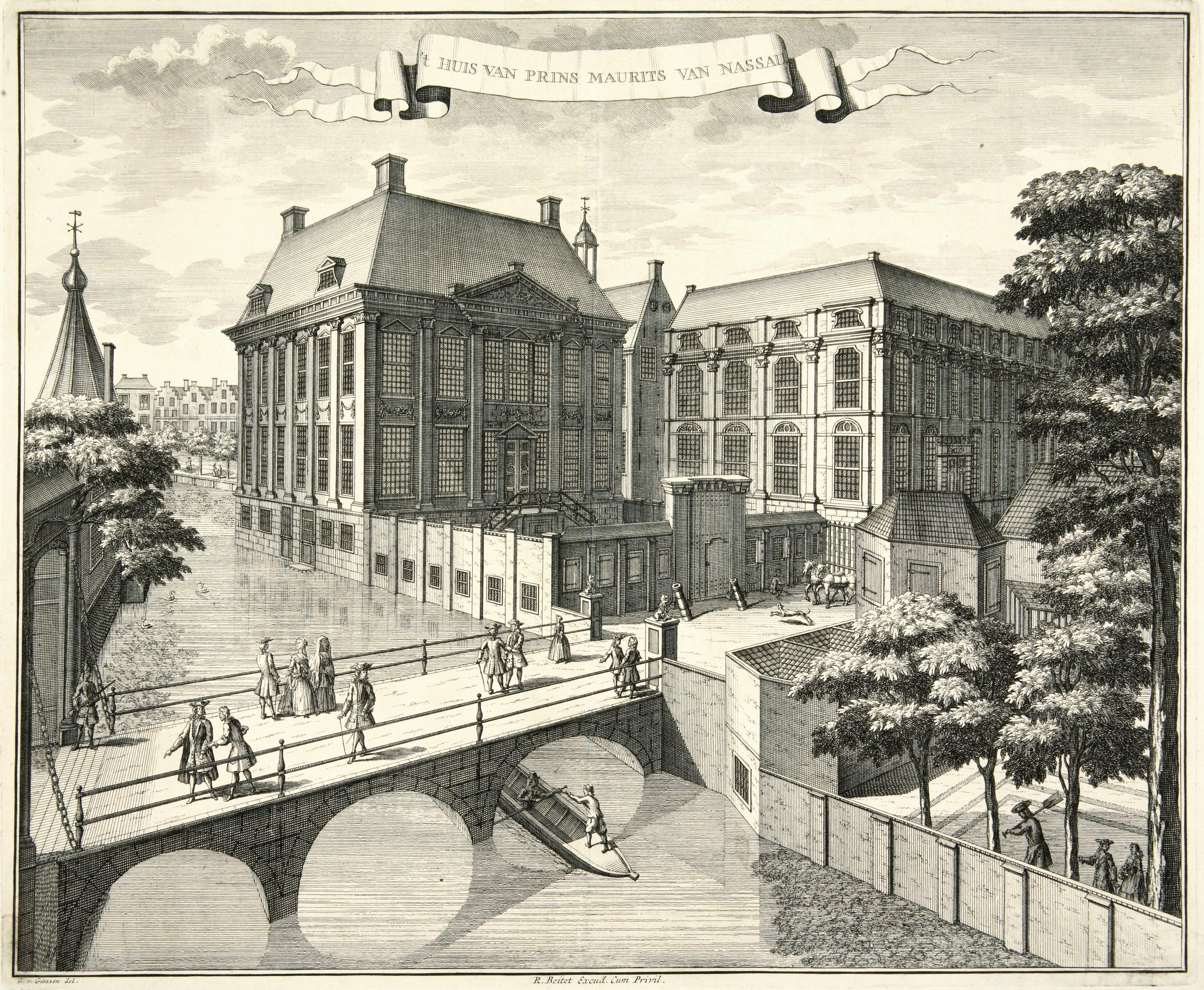
De brug over de omgrachting van het Binnenhof gezien naar de Mauritspoort